# Voetbalkampioenschap van Harburg-Lüneburg 1912/13
In 1912/13 werd het achtste voetbalkampioenschap van Harburg-Lüneburg gespeeld, dat georganiseerd werd door de Noord-Duitse voetbalbond. Normannia Harburg werd kampioen. Hoewel de competitie onderdeel was van de Noord-Duitse voetbalbond werd de club niet geselecteerd voor de Noord-Duitse eindronde.
Het volgende seizoen voerde de voetbalbond één grote competitie in als hoogste klasse voor Noord-Duitsland, de NFV-Liga. Borussia Harburg dat enkele jaren eerder omgehuisd was naar de competitie van Hamburg-Altona was hiervoor geplaatst, maar de clubs uit Harburg-Lüneburg waren niet sterk genoeg. Door de Eerste Wereldoorlog werd de NFV-Liga weer ontbonden na één seizoen. In Harburg-Lüneburg werd geen competitie georganiseerd tot 1917.
Lüneburger FK wijzigde de naam in Lüneburger SK.

## Eindstand
| Plaats | Club                      | Wed. | W | G | V | Saldo | Ptn  |
| ------ | ------------------------- | ---- | - | - | - | ----- | ---- |
| 1.     | FC Normannia 06 Harburg   | 8    | 6 | 1 | 1 | 34:7  | 13:3 |
| 2.     | FC Borussia 04 Harburg II | 8    | 4 | 1 | 3 | 15:19 | 9:7  |
| 3.     | SV Eintracht 03 Lüneburg  | 9    | 4 | 1 | 4 | 29:25 | 9:9  |
| 4.     | FC Britannia Harburg      | 8    | 4 | 0 | 4 | 14:19 | 8:8  |
| 5.     | Hertha 09 Harburg         | 8    | 3 | 1 | 4 | 11:17 | 7:9  |
| 6.     | Lüneburger SK             | 9    | 2 | 0 | 7 | 10:26 | 4:14 |

|  | Kampioen |